# Little Boy
Pour l’article homonyme, voir Little boy.
Little Boy (« petit garçon » en français) est le nom de code de la bombe A qui fut larguée sur Hiroshima au Japon le 6 août 1945 à 8 h 15, par un bombardier parti à 2 h 45 de l'île de Tinian. La bombe fut larguée du bombardier B-29 Enola Gay de l'armée américaine. Elle fut la première bombe atomique utilisée de manière offensive ; la seconde fut Fat Man, larguée sur Nagasaki trois jours plus tard.
L'arme fut développée au cours de la Seconde Guerre mondiale dans le cadre du projet Manhattan, et tirait sa puissance explosive de l'uranium enrichi. D'une longueur de 3 m et d'un diamètre de 71 cm, elle avait une masse de 4 400 kg. Elle contenait un peu plus de 64 kg d'uranium 235, dont « seulement » 700 g entrèrent en fission (soit 1,1 %).
Little Boy a provoqué la deuxième explosion nucléaire de l'histoire après l'essai atomique Trinity.

## Le bombardement d'Hiroshima

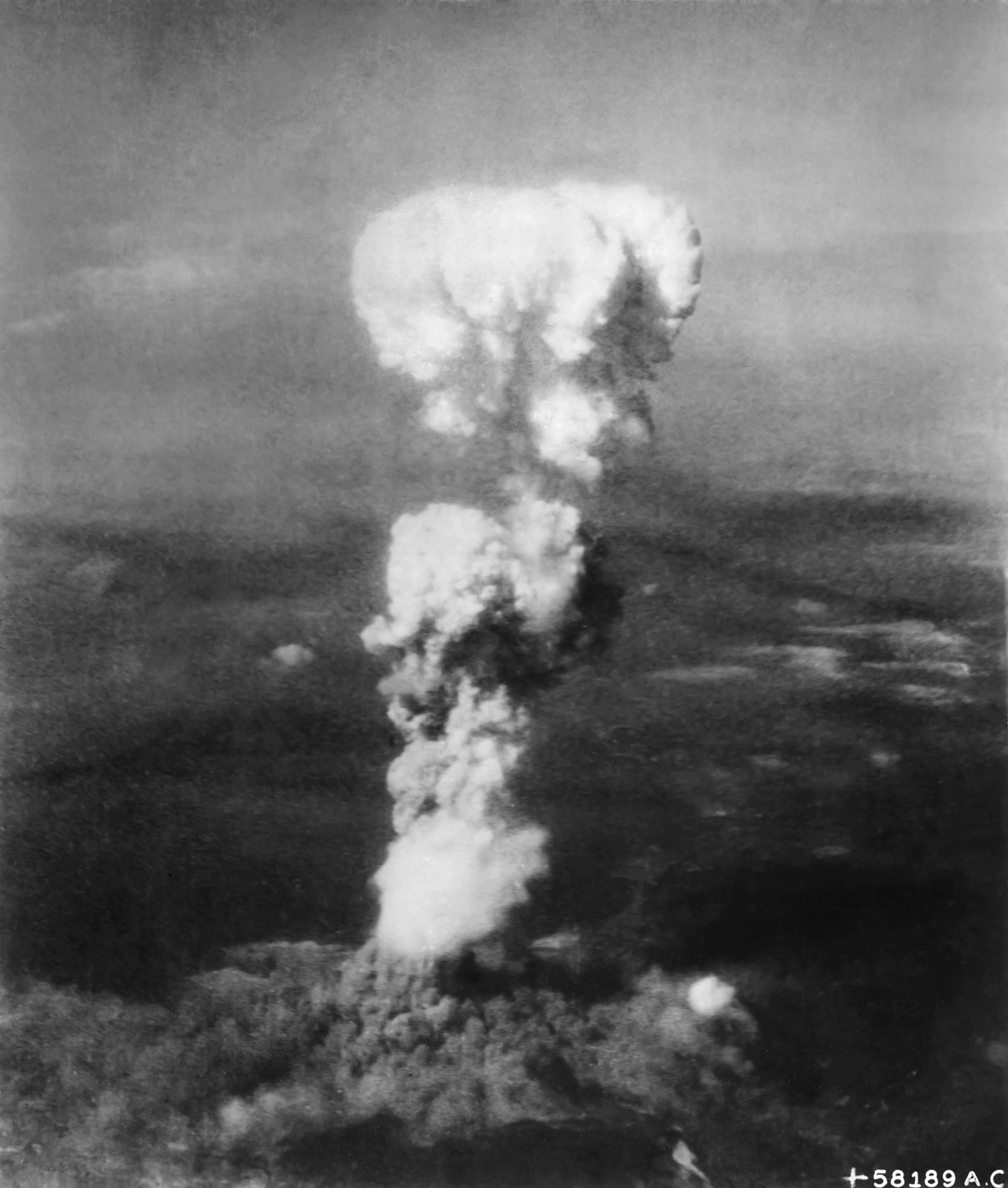
Champignon atomique sur Hiroshima.

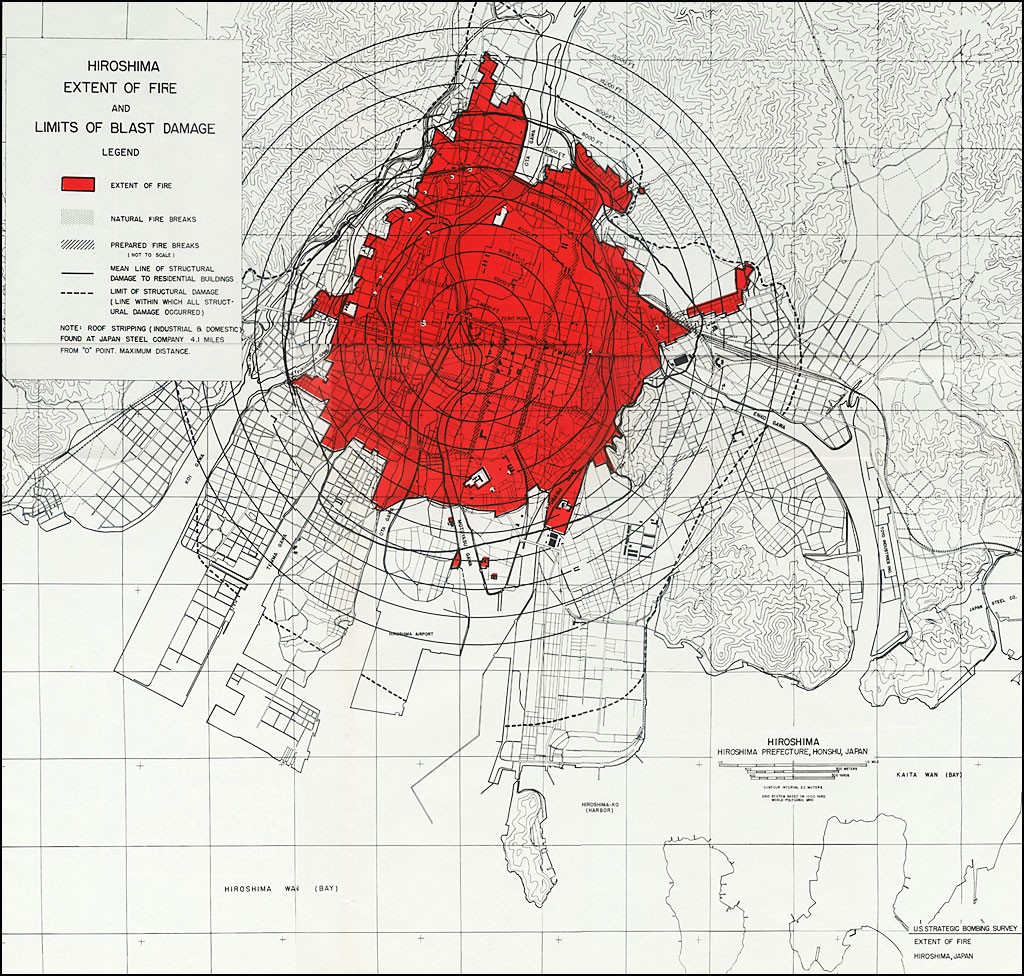
Cercles concentriques montrant les gradients des dégâts occasionnés, du point zéro jusqu'à 3300 mètres.

Embarquée dans le bombardier B-29 Enola Gay piloté par le lieutenant-colonel Paul Tibbets, la bombe fut armée en vol à 9 600 mètres au-dessus de la ville, puis larguée par le bombardier Thomas Ferebee. La détonation eut lieu à 580 mètres d'altitude, à la verticale de l'hôpital Shima, en plein cœur de l'agglomération, à environ 300 mètres au sud-est du point initialement visé : le Pont Aioi. D'une puissance de 13 à 16 kt (les données varient à ce sujet), elle était moins puissante que Fat Man, qui fut lancée sur Nagasaki (entre 21 et 23 kt). Toutefois, les dégâts et le nombre de victimes furent bien plus importants, Hiroshima se trouvant sur un terrain plat, alors que l'hypocentre de Nagasaki se trouvait dans une petite vallée. On compta 70 000 morts directement liés à l'explosion et l'onde de choc. Un grand nombre des survivants allaient connaître une fin tragique par la suite, en grande partie à cause des effets des radiations (irradiation lors de l'explosion, retombées, « pluie noire », contamination des vivres et de l'eau) et des effets thermiques de la bombe (brûlures) avec des conséquences graves sur les nouveau-nés.

## Technologie
La technologie utilisée par Little Boy, dite de « bombe A à insertion », était très simple : une charge explosive projetait un bloc d'uranium 235 contre un autre bloc pour atteindre la masse critique permettant de démarrer la fission. Il fut donc décidé d'employer cette arme sans essai préalable. Il s'avéra que la technologie à implosion utilisée lors du test de Trinity Site puis à Nagasaki était davantage performante : elle nécessitait moins de matériaux fissiles et permettait d'employer du plutonium 239.
Cette bombe à insertion était extrêmement dangereuse à manipuler, car les deux masses d'uranium auraient pu être mises en contact accidentellement, lors d'un crash d'avion par exemple. Aucune des cinq autres bombes Mark I, construites sur le modèle de Little Boy, ne furent donc utilisées par l'US Army.

Schéma de la bombe à insertion. 1. Explosion produite par de la cordite pour lancer la balle en uranium - 2. Canon - 3. Balle creuse en uranium - 4. Cible en uranium

### Développement de la bombe à l'uranium
L'élaboration des premiers prototypes et le travail expérimental commencèrent dès le printemps 1943, alors que le Laboratoire national de Los Alamos devenait opérationnel dans le cadre du Projet Manhattan. L'effort ne fut pas continu, les ingénieurs s'étant focalisés sur la bombe au plutonium, plus complexe mais également plus puissante. Les experts pensaient que l'assemblage d'une bombe à l'uranium serait presque une formalité, dès que le modèle au plutonium serait terminé.

#### Une autre piste que la bombe au plutonium
Jusqu'au printemps 1944, les scientifiques planchèrent sur le projet Thin Man (opposé de Fat Man, désignant la bombe à implosion). Des essais sur la base de Muroc, en Californie, montrèrent que le prototype de Thin Man avait une bonne balistique et qu'il n'oscillait pas, contrairement aux deux prototypes de Fat Man. Ceux-ci subissaient un mouvement de pendule lors de la descente avec des écarts pouvant atteindre 19° par rapport à la verticale. D'autres problèmes furent rencontrés, notamment avec les dispositifs montés dans les avions pour maintenir et larguer les bombes.
Malgré des premiers résultats intéressants, la bombe de type Thin Man rencontrait un obstacle pratique important. Son architecture, basée sur le principe du canon, était difficile à mettre en œuvre avec le plutonium. Durant les mois d'avril à juillet 1944, les scientifiques découvrirent les taux très élevés d'émission de neutrons produits par le plutonium fabriqué dans les réacteurs. Ils se tournèrent dès lors vers l'uranium. Ce choix fut motivé par plusieurs raisons. Tout d'abord, l'utilisation de l'uranium permettait de limiter les risques en cas d'échec avec le modèle Fat Man au plutonium. Ensuite, cet élément réduisait certains aspects pratiques liés à la taille de la bombe. Avec un canon plus court, la bombe à l'uranium était plus facilement transportable et moins lourde. Cette décision se fit toutefois au détriment de la puissance finale de l'engin, la fission de l'uranium 235 étant moins efficace que celle du plutonium. 

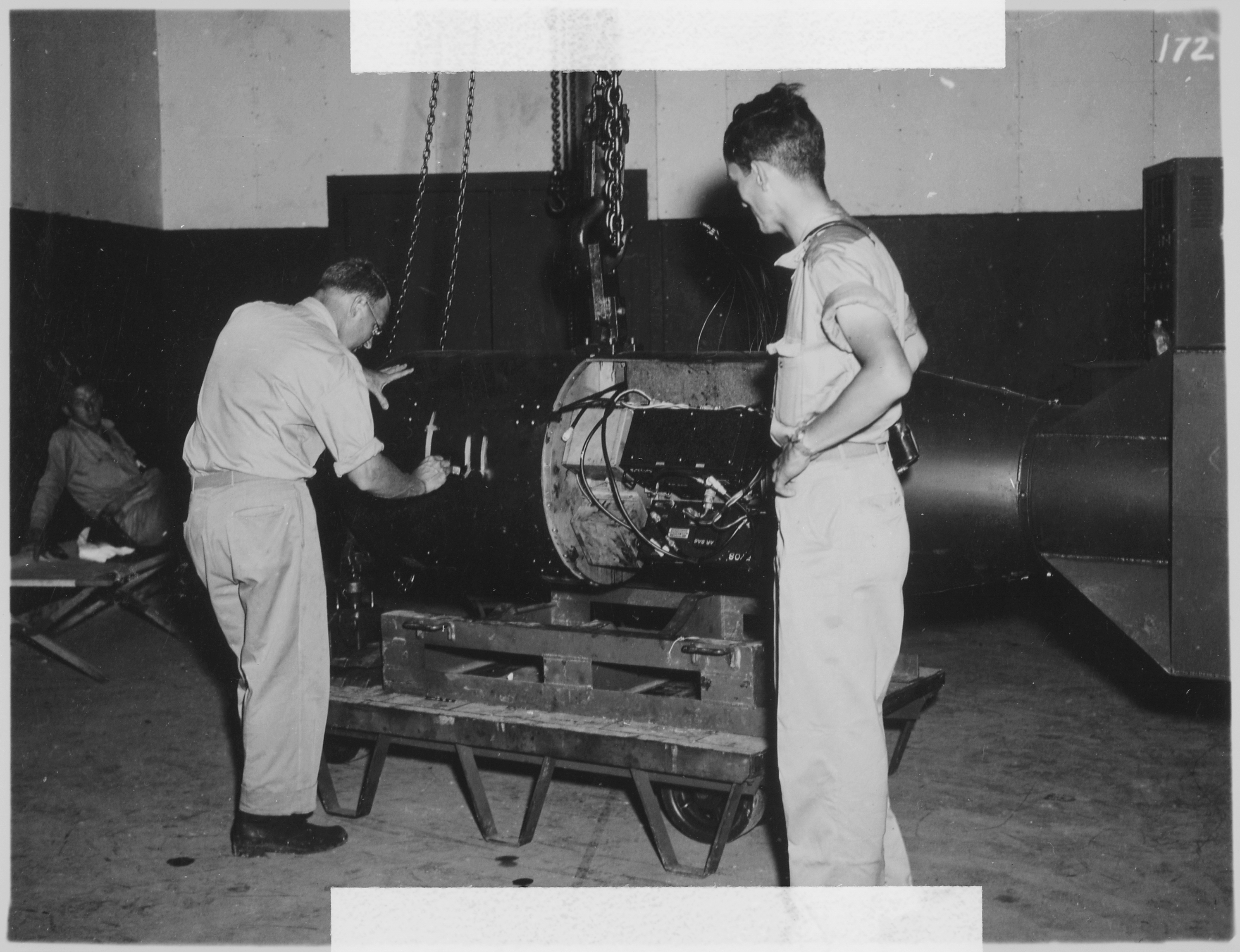
Le Commander A. Birch numérote la bombe. À sa droite, le physicien Norman Ramsey. Photo rare où l'on voit l'intérieur de la bombe. En 2006, les plans exacts n'étaient toujours pas déclassifiés.

Ce programme, dirigé par Albert Francis Birch, devait encore faire face à un dilemme de taille. La bombe était « simple » à concevoir, mais il manquait la quantité d'uranium 235 nécessaire à sa fabrication. La matière fissile ne devait pas être disponible avant le milieu de 1945. Malgré ces problèmes, Birch réussit à convaincre que ce concept était le bon et qu'en cas d'échec du programme de la bombe au plutonium, il serait toujours possible d'utiliser le principe du canon. Son équipe avait de lourdes responsabilités et même si la technologie nécessaire était moins complexe que pour l'autre projet, il fallait faire preuve de beaucoup de rigueur.
En février 1945, les spécifications étaient complètes (modèle 1850). La bombe, à l'exception de l'uranium, était prête au début de mai 1945. Tout l'uranium de Little Boy fut enrichi à Oak Ridge, dans le Tennessee. Le cœur de Little Boy contenait 64,1 kg d'uranium enrichi, dont 50 kg à hauteur de 89 % et 14 kg à 50 %. Avec cet enrichissement d'environ 80 %, il atteignait environ 2,5 masses critiques. En comparaison, Fat Man et Gadget contenaient 5 masses critiques. Cela explique la puissance inférieure développée par Little Boy lors de l'explosion. La puissance estimée à 15 kT correspond à la fission de 700 g de matière fissile, énergie cinétique principalement, mais aussi thermique et de rayonnement.

#### Envoi vers Tinian et assemblage
Le 3 juillet 1945, le projectile d'uranium 235 et son enveloppe étaient prêts. Au total, 14 corps de bombe vides avaient été construits et parmi ces exemplaires, un seul devait servir pour l'attaque ; c'est l'unité L11 qui fut finalement choisie à Tinian. L'ensemble fut embarqué à bord de l'USS Indianapolis (CA-35), qui appareilla de San Francisco le 16 juillet. Le navire arriva le 26 juillet à Tinian. Il restait encore à livrer les composantes, ce qui fut fait à partir d'Albuquerque par trois avions C-54 Skymaster après avoir divisé la bombe en trois parties. Tous les éléments de la bombe étaient disponibles à Tinian le 28 juillet. Après trois jours d'assemblage et l'ajout à la dernière minute de 4 initiateurs ABNER derrière la cible, la bombe était prête.

### Assemblage
L'uranium 235 fut divisé en deux parties selon le principe du canon : le projectile et la cible.
Le projectile était un cylindre d'environ 16 cm de longueur et 10 cm de diamètre avec 40 % de la masse totale (25,6 kg). C'était un empilement de six anneaux d'uranium protégé par une plaque en acier et en tungstène. Le tout était enfermé dans une boîte en acier de 2 mm d'épaisseur. La cible était un cylindre creux de 16 cm de longueur pour le même diamètre et d'une masse de 38,4 kg. L'uranium le plus enrichi fut certainement placé dans ce cylindre pour améliorer la puissance de l'explosion. Les deux parties étaient protégées dans des gaines en bore destinées à absorber les neutrons. Lorsque le projectile atteignait la cible, la protection en bore devait sauter et être projetée dans une cavité placée dans le nez de la bombe. Le système de réflecteurs pour concentrer les neutrons était composé de tungstène et d'acier. Cette partie, nommée tamper (tampon), pesait au total 2,3 tonnes. La cible venait se nicher dans cette pièce.
L'ensemble du canon (les matières fissiles et les explosifs) était entouré par une épaisse couche de plomb, d'environ 60 centimètres d'épaisseur, qui permettait de limiter le rayonnement et d'éviter les accidents. Son autre rôle était de protéger des radiations les divers dispositifs mécaniques et électroniques de la bombe. Le tube du canon avait un diamètre d'environ 10 cm pour une longueur de 180 cm. L'ensemble pesait au total 450 kg. Pour projeter la balle d'uranium à la vitesse de 300 m/s, on utilisa de la cordite, un explosif d'artillerie à base de nitrocellulose et de nitroglycérine.
| Diagramme interne de Little Boy. | 1. Aileron stabilisateur 2. Fût en acier 3. Détonateur 4. Charge explosive (cordite) 5. Projectile en uranium 235, six anneaux dans une fine boîte en acier (poids total : 26 kg) 6. Entrées pour les instruments de mesure et le baromètre 7. Enveloppe de la bombe 8. Fusible et dispositif d'armement 9. Canon en acier d'environ 10 cm de diamètre et 2 m de long 10. Câbles d'armement 11. Fût de réception en acier 12. Cible en uranium 235, deux anneaux d'un total de 38 kg 13. Réflecteur en carbure de tungstène 14. Initiateur de neutrons 15. Antennes du radar Archie 16. Cavité destinée à recevoir le cylindre de sécurité en bore |

## Déclenchement

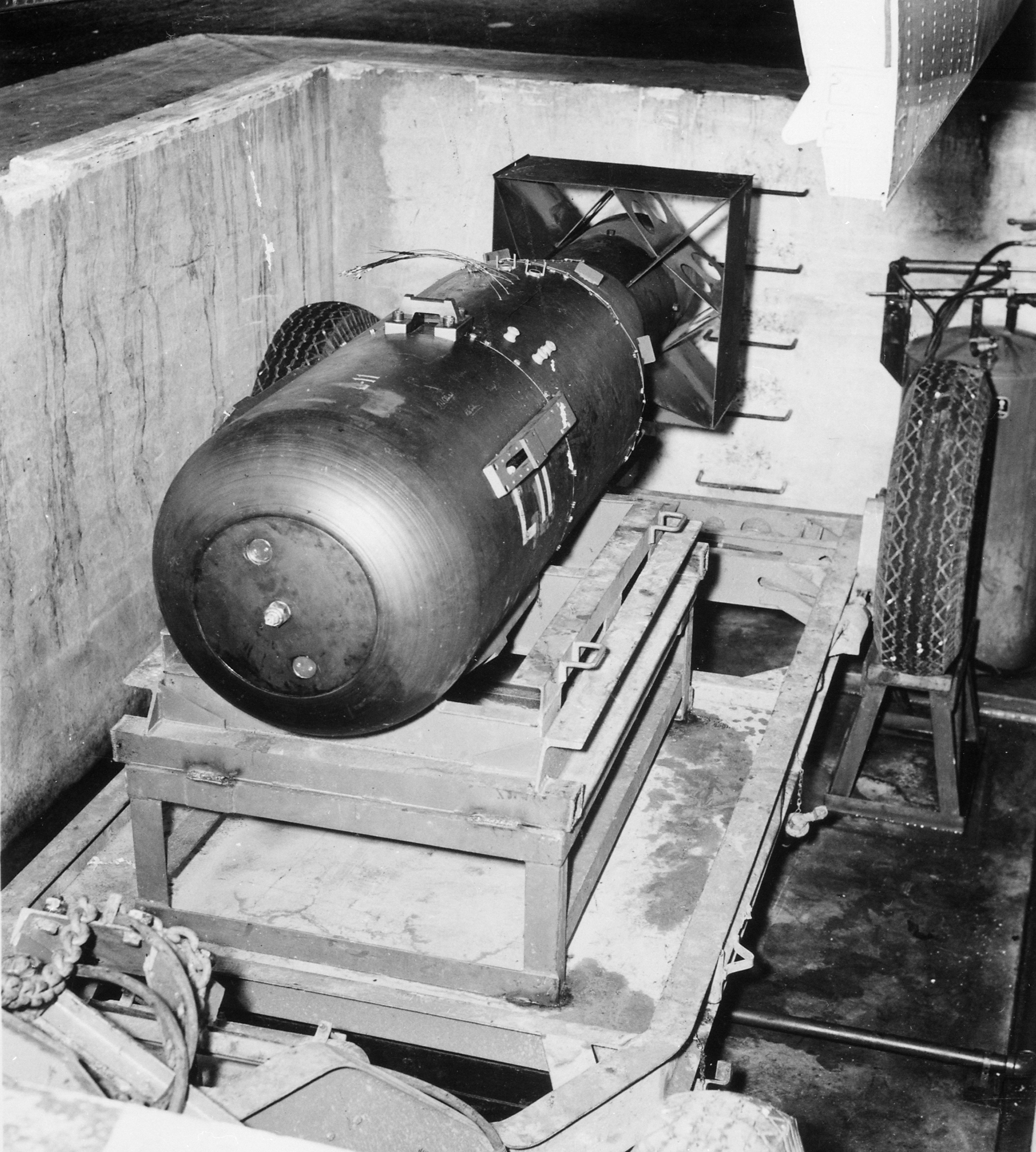
Little Boy avant d'être embarquée dans la soute de l'avion (on remarque une partie de la trappe en haut à droite).

Manipuler Little Boy était particulièrement dangereux. Une fois la cordite placée au bon endroit, tout allumage de l'explosif lancerait au pire une réaction en chaîne, au mieux une contamination de la zone de l'explosion. La simple rencontre des deux masses d'uranium aurait pu provoquer une détonation aux conséquences hasardeuses, allant de la simple explosion, appelée « long feu », à l'atomisation de l'île de Tinian. L'eau était également un risque, car elle pouvait jouer le rôle d'accélérateur entre les matières fissiles et provoquer une dispersion violente du matériel radioactif. Le projectile d'uranium ne pouvait être inséré qu'avec un appareil produisant une force de 300 kilonewtons. Pour des raisons de sécurité, le capitaine William Parsons décida de placer la cordite après le décollage.
Après le largage, la bombe utilisait un altimètre et des capteurs de pression pour se déclencher. Le détonateur principal était relié à un altimètre radio, reposant sur le principe de la réflexion des ondes sur le terrain pour estimer la distance jusqu'au sol. En cas de problème, un détonateur barométrique prenait le relais afin de déterminer l'altitude à partir de la pression atmosphérique. Celle-ci est plus élevée en se rapprochant du sol. Une fine membrane métallique se déformait selon la pression et une fois la bombe arrivée à la hauteur adéquate, elle venait toucher le contact qui lançait l'explosion de la cordite.
Après la détonation, le projectile était envoyé à 300 m/s en direction de la cible. Après environ 10 ms, la réaction en chaîne se lançait et rien ne pouvait l'arrêter.

## Provenance de l'uranium
L'essentiel de l'uranium nécessaire à la production de la bombe provenait de la mine de Shinkolobwe (Congo belge) et put être fourni aux Américains grâce au directeur général de l'Union minière du Haut Katanga, Edgar Sengier, qui avait notamment fait transporter 1 000 tonnes de minerai d'uranium dans un entrepôt de New York en 1939.
Après la guerre, plusieurs historiens ont émis l'hypothèse qu'une partie de l'uranium de Little Boy (ou de plutonium de Fat Man après conversion) avait pu être produit par l'Allemagne nazie. Le directeur du Projet Manhattan, Robert Oppenheimer, avait obtenu de l'uranium d'un sous-marin allemand qui avait été conduit le 19 mai 1945 à Portsmouth, dans le New Hampshire. L'équipage allemand de l'U-234 devait se rendre au Japon pour fournir 270 tonnes de matériel secret et 560 kg d'uranium aux ingénieurs nippons. Mais l'Allemagne ayant capitulé entretemps, la mission fut interrompue, et le sous-marin fut capturé par les alliés. Deux attachés militaires japonais qui étaient à bord se suicidèrent.
L'importance de l'uranium allemand dans le Projet Manhattan reste encore peu claire et plusieurs théories ont été formulées à ce sujet. Il se peut que l'uranium allemand fût en fait un oxyde d'uranium qui n'était pas enrichi. Il n'aurait de ce fait pas contribué de manière significative à la fission nucléaire : on estime qu'avec les moyens de l'époque, il eût été possible d'obtenir 4 kg d'uranium enrichi à partir de 560 kg d'oxyde d'uranium. Ce chiffre est à comparer avec les 64 kg d'uranium à bord de Little Boy. Une partie de l'uranium allemand aurait fini en Union soviétique et aurait contribué au programme nucléaire de Staline.
Dans le cas contraire, il est peu probable que l'Allemagne eût la possibilité de produire et d'exporter suffisamment de matière radioactive enrichie pour faire une bombe atomique japonaise. Dans cette hypothèse, il est probable que les nazis auraient préféré conserver ces produits pour développer leur propre bombe ; leur programme ne prit pas cette direction. En outre, le Japon disposait de seulement 50 scientifiques pour son programme de bombe atomique et n'avait pas les moyens pour enrichir de l'uranium comme l'ont fait les États-Unis à Oak Ridge.

## Dans la culture populaire
- Dans le Jeu vidéo 60 Seconds! Little Boy est un niveau du jeu ;
- Dans les bandes dessinées de Sin City, c'est le nom d'un personnage secondaire, second couteau de la pègre, travaillant en permanence avec son complice, Fat Man, qui est le nom de la bombe de Nagasaki. Ils s'expriment de façon ampoulée, pédante au point d'être grotesque ;
- Dans la série télévisée Warehouse 13 (saison 3, épisode 12), Fat Man et Little Boy sont des programmes détruisant la totalité d'un disque dur.